# ラ・レイ・デル・コラソン
『ラ・レイ・デル・コラソン』（スペイン語: La ley del corazón）は、コロンビアのテレビドラマ。RCNテレビシオンで2016年11月28日から2019年4月22日まで放送された。
タイトルの意味は「心の布告」。

## 登場人物
パブロ・ドミンゲス
演：ルチアーノ・ダレッサンドロ
フリア・エスカーヨン
演：ラウラ・ロンドニョ
カミロ・ボレロ
演：セバスチャン・マルティネス
ニコラス・オルテガ
演：イヴァン・ロペス
マリア・デル・ピラール・ガルセス
演：メイベル・モレノ
カタリナ・メヒア
演：リナ・テヘイロ
アルフレド・デュパリー
演：ロドリゴ・カンダミル
イヴァン・エステファン
演：マヌエル・サルミエント
エリアス・ロドリゲス
演：マリオ・ルイス
ロサ・フェロ
演：イェセニア・バレンシア
ヘルナンド・カバル
演：カルロス・ベンフメア
カルメン・ヴァルデネブロ
演：ジュディ・ヘンリケス
マルコス・ティバタ
演：ファン・パブロ・バラガン